# Panurginus emarginatus
Panurginus emarginatus là một loài Hymenoptera trong họ Andrenidae. Loài này được Michener mô tả khoa học năm 1935.